# Ivo Wolf
Ivo Wolf foi prefeito do município de Porto Alegre no Rio Grande do Sul, no período de 6 de novembro de 1945 até 21 de fevereiro de 1946.
Foi professor e engenheiro, ajudou na criação do Instituto Tecnológico do Estado do Rio Grande do Sul (ITERS), transformado posteriormente no CIENTEC.